# Нуринский сельский округ
Нуринский сельский округ-административная единица Талгарского района Алматинской области.
Аким Кунгей Данияр Кунгейулы . Акимат находится по адресу :с.Нура ул.Школьная 10А

## Администрационное деление
В состав входят села Нура, Остемир, Каратоган, Туганбай. Население 8689 человек (2009). Центр-село Нура.

## Население
По итогам переписи 2009 года численность населения округа составляет 8689 человек

## История
В 1893 году округ находился на территории Кугентайской волости.

## География
На севере граничит с водоохранной зоной Капчагайского водохранилища ; С юга  Карбалтабайский С.О. и Кайнарский С.О. ; с востока Карбалтабайский С.О. на Западе Заречное .

## Транспорт
Через округ проходит ветка железной дороги Николаевка - Алтынкуль.
- В Туганбай через село Нура маршрут автобуса 255 .

Через округ проходит дорога КВ-20 Иссык -Карбалтабай- Николаевка  ; и дорога КВ -50 Тонкурус -Октябрь.